# Écu (bouclier)

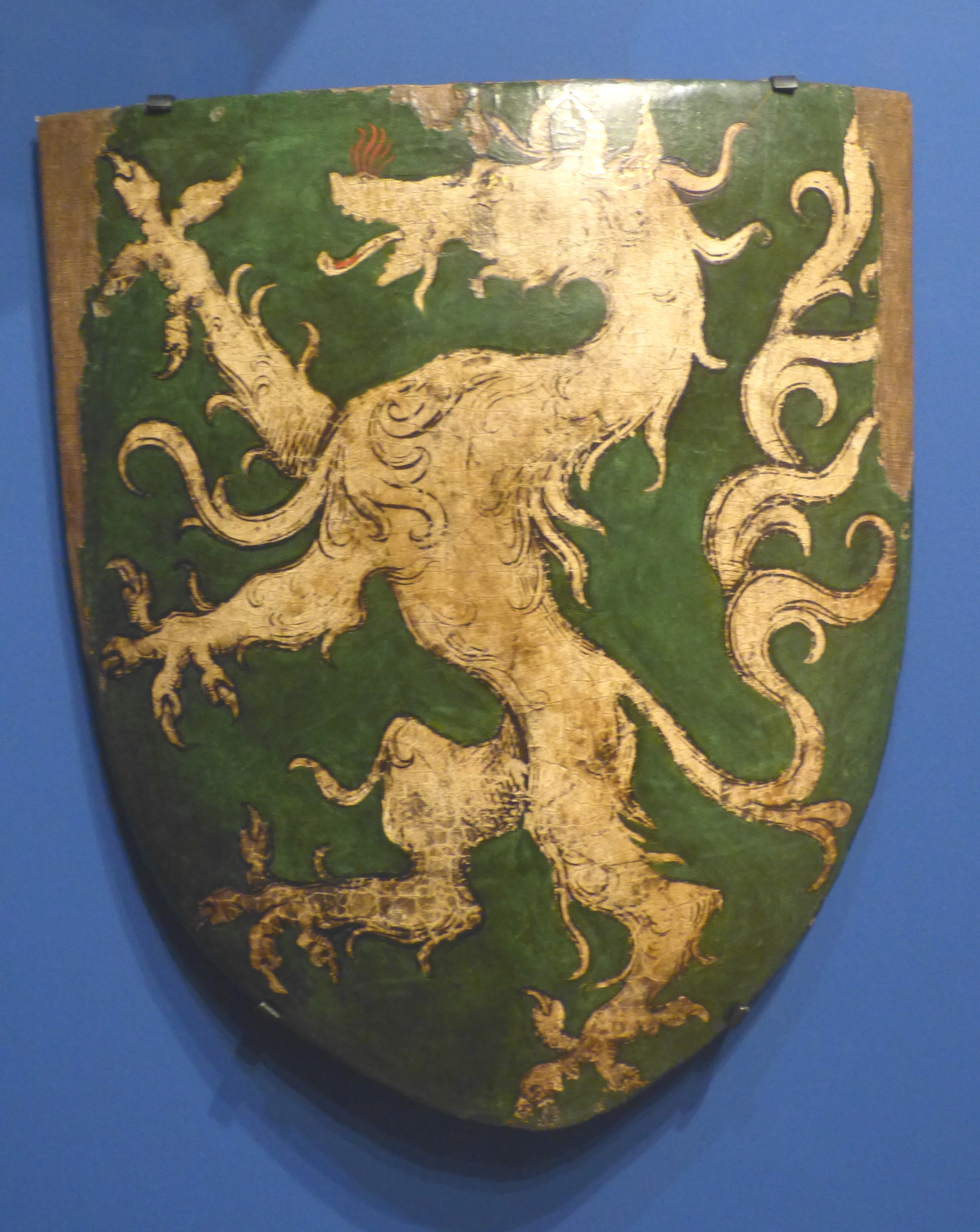
Écu autrichien (1463)

Pour les articles homonymes, voir Écu.
L'écu ou escu, du latin scutum, est un type de bouclier et fait partie de l'équipement du chevalier et du piéton pour faire la guerre au Moyen Âge.
Il diffère du scutum romain (qui était rectangulaire) par sa forme ogivale dans sa partie inférieure, modification rendue nécessaire par l'utilisation à cheval de ce type de bouclier.
Il a donné le nom écuyer, du latin scutarius, soit la personne qui portait l'écu du chevalier au service duquel il était. Un écu a souvent un blason sur le devant, montrant l'appartenance à un royaume ou à une famille.

## Histoire

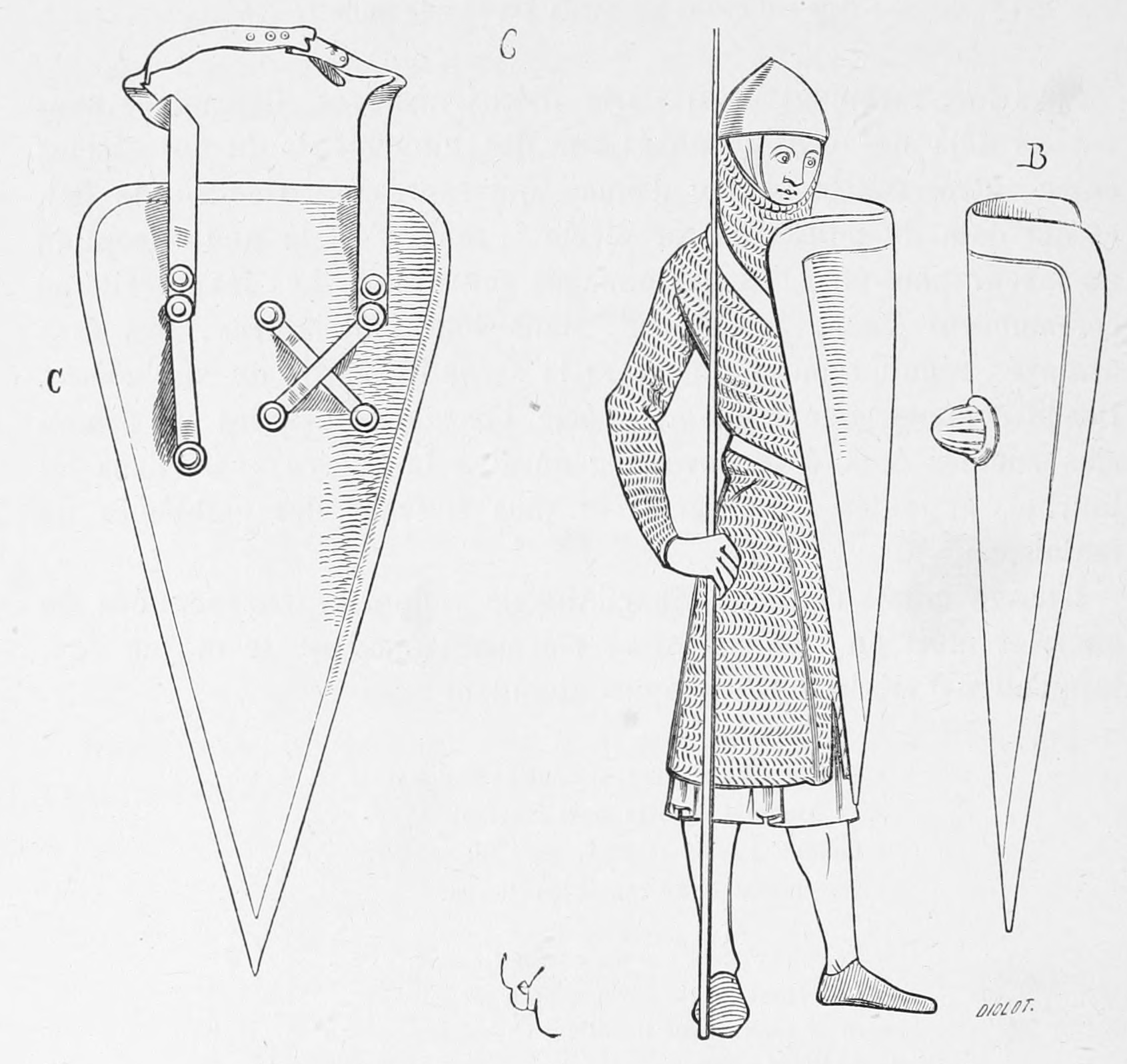
Écu du Moyen Âge avec les énarmes à l'arrière pour le tenir.

Les Romains avaient plusieurs mots pour désigner le bouclier. Scutum était le bouclier long. Le bouclier long employé pendant le Moyen Âge à dater du Xe siècle conserva le nom scutum (écu). De formes diverses, il était suspendu au cou ou en bandoulière par une courroie appelée guige ou guiche et maintenu sur l'avant bras et la main par un jeu de courroies désignées par le mot énarmes.
Leur forme allongée et pointue permettait de protéger les genoux et de les fixer en terre pour former une palissade. À partir de 1260, avec l'amélioration des armures et pour diminuer l'embarras d'un trop long bouclier à cheval, la longueur des écus diminue, tout en conservant la même largeur.

## Légende
Une légende normande est à l'origine de Dur-Écu comme nom de lieu et de famille :

« Alors que Guillaume guerroyait contre les Bretons, un ennemi se jeta sur lui et dirigea sa hache vers sa tête. Un des compagnons de Guillaume le sauva au dernier moment, en interposant son bouclier — son écu, comme on l'appelait alors — entre la hache du Breton et la tête de Guillaume.
La hache se ficha dans le bois de l'écu, qui ne céda pas. Guillaume était sauvé ! On célébra ensuite cet écu et l'on donna le nom de Dur-Écu à des familles et à des maisons fortes qui avaient pour vocation de protéger la Normandie. »

## Pages liées
- Années 1060
- Heaume
- Héraut
- Ordre du Temple
- Pavois
- Quintaine